# ダイナソーJr.
ダイナソーJr. (Dinosaur Jr.) は、アメリカのオルタナティヴ・ロックバンド。ノイジーなギターサウンドとポップなメロディに乗せた気だるいヴォーカルを特徴とする音楽性により、1990年代のグランジ・オルタナティヴブームの中で人気を得た。

## 来歴

### 結成から解散まで
1983年、マサチューセッツ州ボストン郊外のアマーストにて、ハードコア・パンクバンド、ディープ・ウーンド (Deep Wound) のメンバーだったJ・マスシス (J Mascis) とルー・バーロウ (Lou Barlow) により結成される。当初、バンド名に「Jr」はついてなかったが、同名のバンドが存在することが判明したため、1987年に改名した。
1985年にニューヨークのインディーズレーベル、ホームステッド・レコードからデビューアルバム「Dinosaur」をリリース。その後、インディーシーンの雄ソニック・ユースに認められ、SSTと契約。1987年2ndアルバム「You're Living All Over Me」を、1988年に3rdアルバム「Bug」を同レーベルからリリースする（ヨーロッパではブラスト・ファーストからリリース）。「Bug」発売に伴うツアー終了後、マスシスとの対立が深刻になったバーロウがバンドを去る。
1991年、ゲストにドン・フレミング（主にベースを担当）らを迎えて4thアルバム「Green Mind」をレコーディング。同時にWEA傘下の英ブランコ・イ・ネグロ（アメリカではサイア・レコード）と契約し、同アルバムからメジャーからのリリースとなった。なお、同作の制作の頃からマーフに代わってマスシスがドラムを叩くことが多くなり、ベース以外の楽器はほぼすべて彼が演奏するようになっていった。続くアルバム「Where You Been」発表の後、マーフが脱退。これによりオリジナルメンバーはマスシスのみとなり、ダイナソーJr.はバンドというより実質的な彼のソロプロジェクトへと変化した。さらに2枚のスタジオアルバムを発表した後の1997年、マスシスの判断でバンドは解散する。

### 再結成
2005年4月、オリジナル・メンバーで再結成。同時期に1st - 3rdアルバムがマージ・レコードより、4thと5thアルバムがライノ・エンタテインメントより、それぞれ再発された。2007年5月にはオリジナル・メンバーによる作品としては18年ぶりとなる新作アルバム「Beyond」を発表。ヨーロッパではPIASから、アメリカではファット・ポッサム・レコーズからのリリースとなった。
2009年2月、バンドはジャグジャグウォーとアメリカにおける契約を結んだことを発表。同年6月23日に9thアルバム「Farm」をリリースした。
2012年9月18日、10thアルバム「I Bet On Sky」をリリース。
2015年12月、マーフが「I Bet On Sky」に続く新作の制作に取り掛かっていることを明らかにした。翌年の2016年8月5日に11thアルバム「Give a Glimpse of What Yer Not」をリリース。
2019年2月、1994年発表のアルバム「Without A Sound」に収録されている楽曲『Over Your Shoulder』が、日本のビルボードチャートで突如18位にまで急浮上した。TBS系列で放送されていたバラエティー番組『ガチンコ!』内のコーナー企画、『ガチンコファイトクラブ』内において、同楽曲が挿入歌として使用されており、YouTubeに同番組の動画が大量にアップロードされたことに起因しているのではないか、とされている。
2021年2月、12thアルバム「Sweep It Into Space」を、同年4月23日にリリースすることを発表。本来は2020年半ばにリリースされる予定だったが、新型コロナウイルス感染症の流行による影響で延期された。同アルバムは、マスシスとカート・ヴァイル (Kurt Vile)による共同プロデュースで制作され、ヴァイル自身もギターやバッキングヴォーカルで数曲参加している。

## メンバー
- J・マスシス (Joseph Donald Mascis) - 1965年12月10日生。バンドリーダー。主にボーカルとギターを担当するが、ドラムも叩けるマルチプレイヤーである。ソロ・アルバムを複数枚リリースしている他、ウィッチ（ドラマーとして参加）、スウィート・アップルなど、様々なサイド・プロジェクトを展開している。
- ルー・バーロウ (Louis Knox Barlow) - 1966年7月17日生。ベース担当。マスシスの高校の同級生。一時脱退していた間にはセバドー、フォーク・インプロージョンなどで活躍。セバドーはペイヴメントと並ぶ、90年代米オルタナティブのローファイムーブメントの雄として存在を知らしめ、フォーク・インプロージョンは映画『KIDS/キッズ』で音楽を担当し、主題歌は全米シングルチャートに於いてTOP40ヒットを獲得している。
- マーフ (Murph 本名: Emmett Jefferson "Patrick" Murphy III) - 1964年12月21日生。ドラムス担当。一時脱退していた間にはレモンヘッズに参加していた。

### 元メンバー
- マイク・ジョンソン (Mike Johnson) - 1965年8月27日生。ベース担当。Green Mindリリース後に加入（1991年から1997年まで在籍）。ソロ・アルバム「Where Am I」 (1994) 、「Year of Mondays」 (1996) 、「I Feel Alright」 (1998) 、「What Would You Do」 (2002) 、「Gone Out of Your Mind」 (2006) を発表している。元スクリーミング・トゥリーズのマーク・ラネガンのソロ・アルバムにも参加している。
- ジョージ・バーズ (George Berz) - ドラム担当。Without A Sound以降のツアーメンバーであり、1997年のアルバム「Hand It Over」に1曲だけ参加している。マスシスのソロ・プロジェクト、J MASCIS+THE FOGにもツアーメンバーとして参加。
- ヴァン・コナー (Van Conner) - 1967年3月17日生。ベース担当。スクリーミング・トゥリーズの元メンバー。ツアーメンバーであり、アルバムには参加していない。1990年から1年間のみの参加で、程なくしてジョンソンに代わっている。2023年1月18日、肺炎のため死去。享年55歳。[1]

## ディスコグラフィー

### スタジオ・アルバム
- ダイナソー - Dinosaur (1985)
- ユーアー・リビング・オール・オーバー・ミー - You're Living All Over Me (1987)
- バグ - Bug (1988)
- グリーン・マインド - Green Mind (1991)
- ホエア・ユー・ビーン - Where You Been (1993)
- ウィズアウト・ア・サウンド - Without A Sound (1994)
- ハンド・イット・オーヴァー - Hand It Over (1997)
- ビヨンド - Beyond (2007)
- ファーム - Farm (2009)
- アイ・ベット・オン・スカイ - I Bet On Sky (2012)
- ギブ・ア・グリンプス・オブ・ホワット・ヤー・ノット - Give a Glimpse of What Yer Not (2016)
- スウィープ・イット・イントゥ・スペース -  Sweep It Into Space (2021)

### コンピレーション・アルバム
- Fossils (1991)
- Jayloumurph (1993)
- Ear-Bleeding Country: The Best of Dinosaur Jr (2001)
- Zombie Worm (2006)